# Vitalij Bajrak
Vitalij Bajrak al secolo Volodymyr (in ucraino Віталiй Байрак?) (Oblast' di Ternopil', 24 febbraio 1907 – Drohobyč, 16 maggio 1946) è stato un religioso ucraino, appartenente all'Ordine basiliano di San Giosafat, vittima della persecuzione dei cristiani in URSS. Papa Giovanni Paolo II lo dichiarò martire e lo ha beatificato nel 2001.

## Biografia
Il 4 settembre 1924 entra nell'Ordine basiliano di San Giosafat, Il 26 febbraio 1933 pronuncia i voti solenni e il 13 settembre dello stesso anno viene ordinato sacerdote, nel luglio 1941 è nominato igumeno del monastero a Drohobyč, Oblast' di Leopoli, occupando il posto dei precedenti igumeni arrestati e uccisi, Severijan Baranyk e Jakym Sen'kivs'kyj. Bajrak viene arrestato dagli agenti dell'NKVD il 17 settembre 1945, Il 13 novembre 1945 è condannato dal tribunale militare a 8 anni di reclusione. Muore pochi giorni prima della Pasqua del 1946, dopo essere stato barbaramente picchiato durante l'interrogatorio. Viene ufficialmente riabilitato il 14 agosto 1995.
Beatificato il 27 giugno 2001, durante la visita di papa Giovanni Paolo II in Ucraina, assieme ad altri 24 greco-cattolici.